# Тяньнаньхэ
Тяньнаньхэ (кит. упр. 天南河, буквально: «река к югу от неба») — река на спорном участке индо-китайской границы.

## География
Река течёт с востока на запад по территории, которая в настоящее время контролируется Китаем, в конце поворачивая на юго-запад. Миновав пункт Бурца она оказывается на территории, контролируемой Индией, и после S-образного изгиба впадает в реку Шайок.